# メイズ・オブ・トーメント
メイズ・オブ・トーメント (Maze of Torment)は、スウェーデン・ストレングネース出身のデスラッシュバンド。

## 略歴
1992年に、シェル・エンブロム (Ds)を中心に結成。結成時のバンド名は、ハーモニー (Harmony)である。初期メンバーは、オド・ラーション (Vo)、ペーテル・カールソン (G)、トマス・フィレボ (G)、クリーレ・ルンディン (B)、シェル・エンブロム (Ds)の5名。1993年初頭に、1stデモ『Blood Angels』をリリース。この後、クリーレ・ルンディンが脱退。ベーシストは補充されず、オド・ラーションがベースを兼任するようになり4人体制となる。同年10月に2ndデモ『Until I Dream』をリリース。この後、オド・ラーション、トマス・フィレボが脱退。これを受けて、ペール・ラーション (Vo, B)が加入、3人体制となった。1994年に3rdデモ『The Radiance from a Star』、4thデモ『Promo1994』をリリースしている。
1995年にバンド名をトーメント (Torment)に変更。同年中に5thデモ『Torment』をリリースしている。しかし、同年中に再度バンド名変更を行い、メイズ・オブ・トーメント (Maze Of Torment)となる。1997年に、ドイツのインディペンデント・レーベル、コロージョンから1stアルバム『The Force』をリリース。その後、ベーシストのペーテル・ヤンソン (B)が加入し、ペール・ラーションはボーカル専任となった。1998年には、スウェーデンのアイアン・フィスト・プロダクションズから2ndアルバム『Faster Disaster』をリリース。しかし、2ndアルバムリリース後に、ペール・ラーション (Vo)、ペーテル・ヤンソン (B)が脱退し、エリク・サールストレーム (Vo)、カレ・シェーディン (B)が加入。アメリカのネクロポリス・レコードに移籍。2000年に3rdアルバム『Death Strikes』をリリースした。3rdアルバムリリース後、ペーテル・カールソンが脱退しヴィクトル・ヘムグレン (G)が加入。スウェーデンのヘルスポーン・レコードに移籍し、2003年に4thアルバム『The Unmarked Graves』をリリース。リリース後に、ヴィクトル・ヘムグレンとカレ・シェーディンが脱退。リカルド・ダリーン (G)とクロッフェ・キャスペション (B)が加入。2005年にスウェーデンのブラック・ロッジ・レコードから5thアルバム『Hammers of Mayhem』をリリース。その後、マグヌス・リンドヴァル (G)が加入。2007年に6thアルバム『Hidden Cruelty』をリリースした。
その後、解散した。
ちなみに、バンド名変更後、ハーモニー名義で、1996年にイギリスのドゥーム・メタルバンド、セレナーデとのスプリットアルバム『Let Loose the Beauty Within / The Radiance from a Star』が、2004年にはコンピレーション・アルバム『Summoning the Past』がリリースされている。

## メンバー

### 最終メンバー
- エリク・サールストレーム (Erik Sahlström) - ボーカル

サーペント・オブセイン、ジェネラル・サージェリーで活動。
- リカルド・ダリーン (Rickard Dahlin) - ギター
- マグヌス・リンドヴァル (Magnus Lindvall) - ギター

Soils of Fateで活動。
- クロッフェ・キャスペション (Cloffe Caspersson) - ベース
- シェル・エンブロム (Kjell Enblom) - ドラムス

### 旧メンバー
- オド・ラーション (Odd Larsson) - ボーカル、ベース、キーボード

ハーモニー (Harmony)期のみの在籍。
- ペール・ラーション (Pehr Larsson) - ボーカル

Vinterlandで活動。
- トマス・フィレボ (Thomas Fyrebo) - ギター

ハーモニー (Harmony)期のみの在籍。
- ペーテル "ピート・フレッシュ" カールソン (Peter "Pete Flesh" Karlsson) - ギター

The Pete Flesh Deathtripで活動。
- ヴィクトル・ヘムグレン (Viktor Hemgren) - ギター

モーネガルム、コンストラクデッドでも活動。
- クリーレ・ルンディン (Crille Lundin) - ベース

ハーモニー (Harmony)期のみの在籍。
- ペーテル・ヤンソン (Peter Jansson) - ベース

Crypt of Kerberosで活動。
- カレ・シェーディン (Kalle Sjödin) - ベース

## ディスコグラフィー

### メイズ・オブ・トーメント名義
アルバム
- The Force (1997)
- Faster Disaster (1998)
- Death Strikes (2000)
- The Unmarked Graves (2003)
- Hammers of Mayhem (2005)
- Hidden Cruelty (2007)

シングル
- Maze Bloody Maze (2000)
- Brave the Blizzard (2004)

### ハーモニー名義
- Blood Angels (Demo) (1993)
- Until I Dream (Demo) (1993)
- The Radiance from a Star (Demo) (1994)
- Promo 1994 (Demo) (1994)
- Let Loose the Beauty Within / The Radiance from a Star	(セレナーデとのスプリットアルバム) (1996)
- Summoning the Past (Compilation) (2004)